# Kathedrale Mariä Heimsuchung

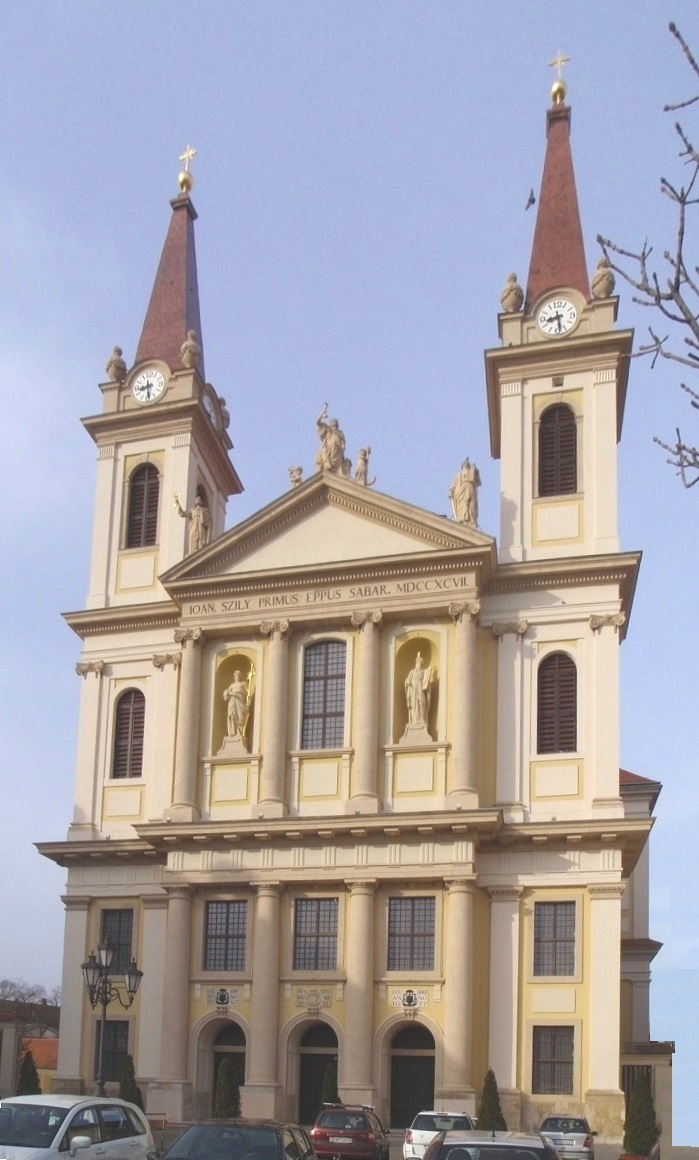
Kathedrale Mariä Heimsuchung (2015)

Die Kathedrale Mariä Heimsuchung (ungarisch Sarlós Boldogasszony Székesegyház) in der ungarischen Stadt Szombathely ist die Bischofskirche des römisch-katholischen Bistums Szombathely. Sie zählt zu den größten Kirchen Ungarns.

## Geschichte, Architektur und Ausstattung

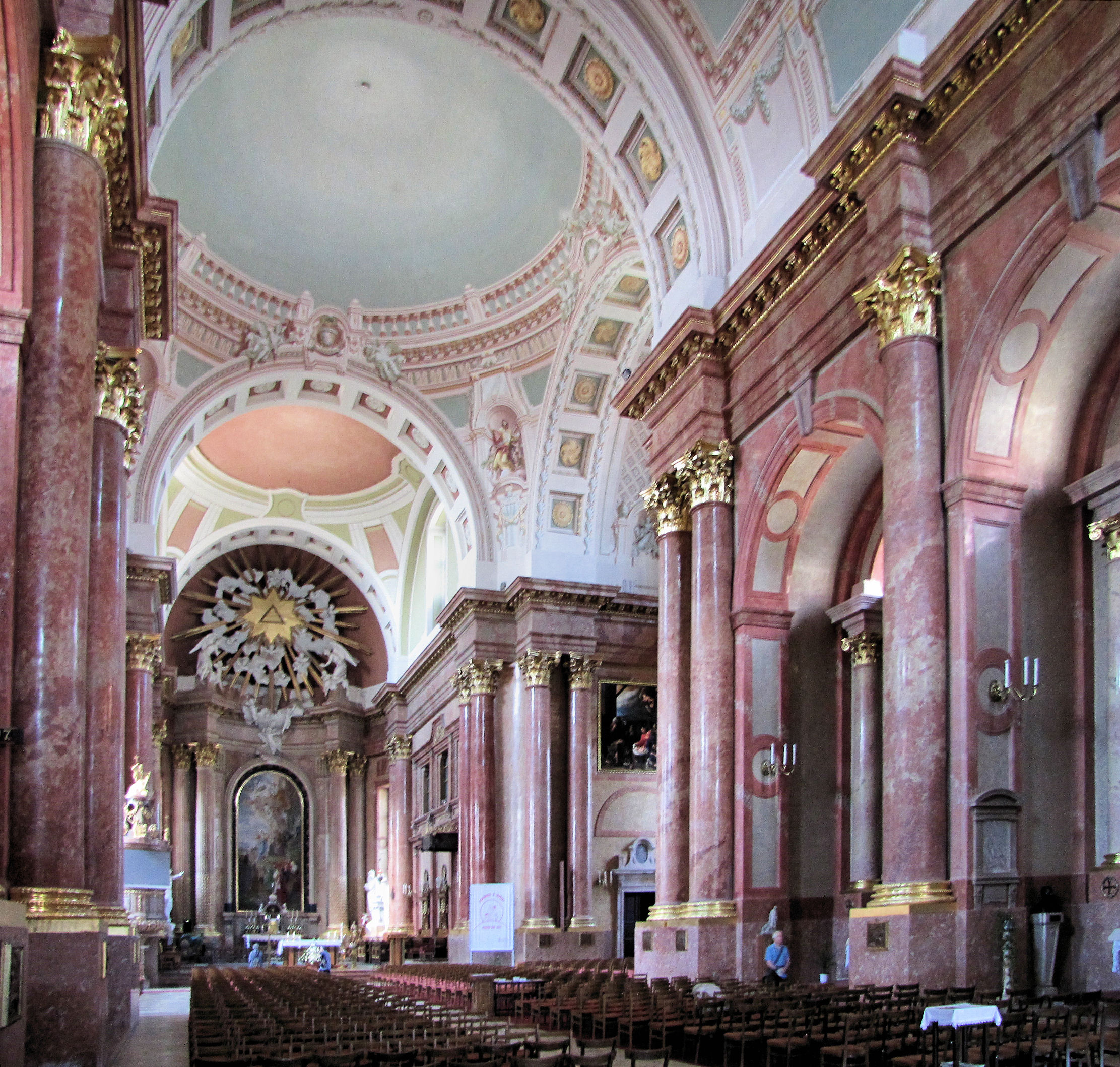
Innenansicht

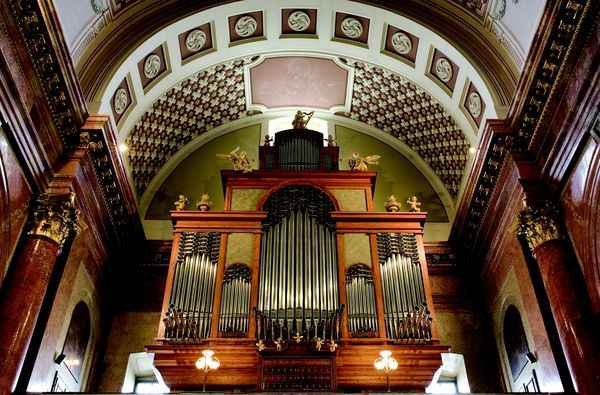
Die Steinmeyer-Orgel (erbaut 1915)

Mit der Errichtung eines Bistums wurde 1777 der Bau einer eigenen Kathedrale notwendig. Der barock-klassizistische Bau wurde 1791 begonnen und 1797 abgeschlossen. Die Arbeiten im Innenraum dauerten jedoch bis 1814. Die Kathedrale Mariä Heimsuchung befindet sich auf dem ehemaligen Forum der antiken römischen Stadt Savaria. Für die Gestaltung war der österreichische Architekt Melchior Hefele zuständig.
Die Kathedrale ist eine Saalkirche, die mittig von einem Querhaus gekreuzt wird. Das Langhaus wird von flachen, säulengerahmten Seitenkapellen gesäumt, die die Stelle von Seitenschiffen vertreten. Die Portalfassade im Osten flankieren zwei schlanke Glockentürme. In der Kathedrale finden bis zu 5000 Personen Platz, womit sie zu den größten Kirchen Ungarns gehört.
Im Innenraum befanden sich Fresken und Stuckarbeiten von Franz Anton Maulbertsch. Während des Zweiten Weltkriegs wurden von den Alliierten am 4. März 1945 Bomben auf die Stadt geworfen, die auch die Kathedrale um 12 Uhr und 43 Minuten zerstörten. Sie wurde in deutlich vereinfachter Form wieder aufgebaut, jedoch ohne die vorherige prachtvolle Innengestaltung. 
Nur die rot-weiße Kanzel sowie der Strahlenkranz mit Engelfiguren und Putten über dem heutigen Hauptaltar konnten gerettet und wiederverwendet werden. Als ausführender Handwerker der Kanzel konnte Martin Rumpelmayer nachgewiesen werden. Zur Ausstattung gehört auch die Kopie einer Madonna der Sixtinischen Kapelle aus Carrara-Marmor.
Die 12 Meter hohe Orgel hat 54 Register und 4500 Pfeifen. Das im Jahr 1915 von der Oettinger Orgelbaufirma Steinmeyer ursprünglich für den Ludwigsbau in Augsburg gebaute Instrument wurde im Jahr 1997 von der Augsburger Herz-Jesu-Kirche nach Szombathely abgegeben.
Im Jahr 2014 wurden die gesamte Fassade und das Dach der Kathedrale erneuert.